# Nerby göl
Nerby göl är en sjö i Eksjö kommun i Småland och ingår i Emåns huvudavrinningsområde. Sjöns area är 0,026 kvadratkilometer och den befinner sig 206 meter över havet.